# Pedro Caldeira
Pedro Caldeira (Sobral de Monte Agraço, 1950) foi, até 1992, um corretor da bolsa de valores portuguesa, que tinha clientes famosos. Nos anos 80, quando Portugal aderiu à Comunidade Económica Europeia criou-se uma bolha especulativa na bolsa de valores portuguesa. A febre mantêm-se até o primeiro-ministro Aníbal Cavaco Silva dar uma entrevista a depreciar a bolsa colocando Caldeira em apuros.
Após uma nova lei que proibia corretores a título individual, criou uma Sociedade de Corretagem com o seu nome, a Pedro Caldeira Sociedade Corretora, SA.
No Verão de 1992, em Atlanta, nos EUA, foi detido por alegados crimes de burla e abuso de confiança em resultado do crash da bolsa em 1987, que não lhe permitiu cumprir com todas as suas responsabilidades perante os seus clientes. Em Abril de 2000 foi absolvido de todas essas acusações. Em 2005, o Tribunal da Relação de Lisboa confirmou a absolvição do ex-corretor.